# Марийский Бикшик
Марийский Бикшик (баш. Мари Бикшеге) — деревня в Калтасинском районе Республики Башкортостан Российской Федерации. Входит в состав Новокильбахтинского сельсовета. 

## География

### Географическое положение
Расстояние до:
- районного центра (Калтасы): 37 км,
- центра сельсовета (Новокильбахтино): 3 км,
- ближайшей ж/д станции (Янаул): 50 км.

## Население
| 2002 | 2009 | 2010 |
| ---- | ---- | ---- |
| 107  | ↘103 | ↘73  |

Национальный состав
Согласно переписи 2002 года, преобладающая национальность — марийцы (96 %).